# Catherine Lallemand
Catherine Lallemand (Lobbes, 16 augustus 1979) is een voormalige Belgische atlete, die zich had toegelegd op de lange afstand, het veldlopen en het berglopen. Zij werd Europees kampioene berglopen, nam tweemaal deel aan de wereldkampioenschappen veldlopen en tweemaal aan het wereldkampioenschap halve marathon. Zij veroverde op twee verschillende nummers in totaal drie Belgische titels.

## Biografie
Lallemand veroverde tussen 1996 en 1998 drie Belgische jeugdtitels in het veldlopen en twee op de 5000 m. Ze werd in 1997 Belgisch kampioene U23 en U20 op de 5000 m. Op dat nummer werd ze dat jaar achtste bij de Europese kampioenschappen U20. Het jaar nadien veroverde ze op dat nummer als junior een eerste medaille op de Belgische kampioenschappen en werd ze twaalfde op de wereldkampioenschappen voor junioren. In 1999 veroverde ze ook op de 10.000 m een medaille op het Belgische kampioenschap. Op de Europese kampioenschappen U23 werd ze vierde op die afstand. In 2000 was ze wegens een blessure lange tijd buiten strijd.
Begin 2001 nam Lallemand voor het eerst deel aan de wereldkampioenschappen veldlopen. Ze werd vijfenveertigste. Ze besloot dat jaar niet meer op de piste te lopen en zich alleen nog te concentreren op de weg, het veld- en het berglopen. Ze nam dat jaar deel aan het wereldkampioenschap halve marathon en veroverde ook daar een vijfenveertigste plaats. Het jaar nadien nam ze een tweede maal deel aan beide wereldkampioenschappen. Ze werd dat jaar de eerste Belgische kampioene in het berglopen. Op het Europese kampioenschap berglopen werd ze tweede.
In 2003 liet Lallemand de wereldkampioenschappen veldlopen schieten om te debuteren op de marathon. Dat jaar veroverde ze de Belgische titels op de halve marathon en het berglopen. In het berglopen werd ze ook Europees kampioene. Die sterke prestaties leverden haar een tweede plaats op bij de verkiezing van de Gouden Spike. Tussen 2005 en 2007 won ze driemaal opeenvolgend de 20 km door Brussel. In 2011 stopte ze met atletiek. Toch won ze in 2013 een vierde maal de 20 km door Brussel.

### Clubs
Lallemand was aangesloten bij RIS Charleroi. In 1999 stapte ze over naar Cercle Athlétique du Brabant Wallon.

## Kampioenschappen

### Internationale kampioenschappen
| Onderdeel | Titel              | Jaar |
| --------- | ------------------ | ---- |
| berglopen | Europees kampioene | 2003 |

### Belgische kampioenschappen
| Onderdeel      | Jaar       |
| -------------- | ---------- |
| halve marathon | 2003       |
| berglopen      | 2002, 2003 |

## Persoonlijke records
| Onderdeel      | Prestatie | Datum             | Plaats  |
| -------------- | --------- | ----------------- | ------- |
| 5000 m         | 16.03,28  | 7 augustus 1999   | Hechtel |
| 10.000 m       | 33.27,36  | 14 juli 1999      | Seraing |
| halve marathon | 1:12.01   | 19 september 2004 | Brussel |
| marathon       | 2:36.06   | 26 oktober 2003   | Reims   |

## Palmares

### 5000 m
- 1997: 8e EK U20 in Tampere  - 16.54,35
- 1998:  BK AC - 16.14,43
- 1998: 12e WK U20 in Annecy  - 16.32,39

### 10.000 m
- 1999:  BK AC in Flémalle - 33.27,36
- 1999: 4e EK U23 in Göteborg - 33.27,90

### 20 km
- 2005:  20 km door Brussel - 1:10.05
- 2006:  20 km door Brussel - 1:12.21
- 2007:  20 km door Brussel - 1:12.13
- 2013:  20 km door Brussel - 1:13.07

### halve marathon
- 2001: 45e WK in Bristol - 1:15.03
- 2002: 51e WK in Brussel - 1:15.59
- 2003:  BK AC in Sint-Truiden - 1:17.41
- 2006:  halve marathon van Brussel - 1:18.53
- 2009:  halve marathon van Brussel - 1:20.52

### marathon
- 2003:  marathon van Annecy - 2:39.43
- 2003:  marathon van Reims - 2:36.06

### veldlopen
- 1997: 5e EK junioren in Oeiras
- 2001: 45e WK in Oostende
- 2002: 64e WK in Dublin

### berglopen
- 2001:  EK
- 2001:  Montée du Grand-Ballon
- 2002:  BK AC in Malmedy
- 2002:  EK in Camara de Lobos
- 2003:  BK AC in Malmedy
- 2003:  EK in Monte Bondone (8,8 km) - 43.48
- 2003:  Montée du Grand-Ballon

## Onderscheidingen
- 1997: Grand Prix LBFA Belofte
- 1998: Gouden Spike voor beste belofte
- 2003: Grand Prix LBFA